# 1930 a vasúti közlekedésben
Ez a szócikk a 1930-ban történt vasúti eseményeket mutatja be.

## Események a világban
- június 26. Átadják a közforgalomnak a svájci Glacier Express vonalat, ami Zermattot köti össze St. Moritz-cal.[1]

## Események Magyarországon
- október 24. Átadták a Balsai Tisza-hidat, így lehetővé vált Nyíregyháza és Sátoraljaújhely közötti vasúti kapcsolat kiépítésére (Nyírvidéki Kisvasút, Hegyközi Kisvasút).[2]
- november 23. Átadták a dunaföldvári Beszédes József hidat, így lehetővé vált a Dunaföldvár–Solt-vasútvonal kiépítése.[3]